# Yes-man
Yes-man（イエスマン）は、かつてトゥインクル・コーポレーションで活動していた日本のお笑いコンビ。2019年9月7日解散。

## メンバー
越田 裕（こしだ ゆう、ボケ担当）
- 1975年7月1日生まれ、神奈川県相模原市出身。
- 身長180cm、体重75kg、血液型A型。
- 早稲田大学理工学部卒業。
- 野球が好き（主に高校野球）。
- CoCoの元大ファンで、写真集に名前が掲載されているほど。

村山 武蔵（むらやま むさし、ツッコミ担当）
- 1976年1月15日生まれ、神奈川県相模原市出身。
- 身長172cm、体重65kg、血液型A型。
- 立教大学経済学部卒業。
- テレビドラマが好き。
- 趣味は、テニスと株。
- クレジットカード会社に勤務しながら芸人活動をしていた。

## 来歴
小学校が一緒で（当時は喋ったことがまだなかった）、中学では同じ塾に通う仲。越田が大学を卒業後、就職するもすぐ仕事を辞めたところを村山が誘い、コンビ結成。太田プロ主催のお笑いセミナーを経て（第14期生）、2004年から本格的に活動開始。2006年にトゥインクル・コーポレーション所属となる。コンビ名の由来は、名前の終わりに「ん」が付き、マイナスイメージな印象なのが良いという理由から。ネタはコント。
2019年9月7日の事務所ライブをもって、15年間の活動に終止符を打つ事を発表した。

## 逸話
- エレキコミックが2006年の年末特番に出演した際、「トゥインクル・コーポレーションにはどんな芸人がいる？」と聞かれて先ず名前を出したのが、Yes-manだった。
- 爆笑オンエアバトルの伊勢原市での2回目の挑戦時（2008年7月17日放送分）、101KBという稀な低KBを記録してしまったが（番組の地方収録の最低KB）、その日に越田が泊まった部屋の番号が、偶然にも101号室であった。

## 出演

### テレビ
- 爆笑オンエアバトル（NHK総合）戦績0勝2敗 最高185KB
- 爆笑トライアウト（NHK総合）
  - 会場審査は9位（325TP）、視聴者投票は10位（301票）。
- エンタの天使（日本テレビ）(2009年2月4日）
キャッチコピーは”「NO」とは言えない男たち”
- トゥインクルのニコジョッキー　（2012年7月4日開始 月1、ニコジョッキー）
- おはスタ（テレビ東京） - 越田のみ、2014年2月4日『ひなこ姫を起こせ!』に出演

### ライブ
- カオポイント/Yes-man第一回合同公演 「DH」 （2007年3月12日-13日、中野スタジオあくとれ）
- Yes-man 1st Presentation 「HyBrid Pants」 （2008年1月12日-13日、シアターシャイン）
- Yes-man 2nd Presentation 「へっぽこロンちゃん」 （2009年4月18日-19日、シアターD）
- Yes-man 3rd Presentation 「コソドロTeacher」 （2010年6月12日-13日、しもきた空間リバティ）